# Bernard Merdrignac
Bernard Merdrignac, né le 25 juin 1947 à Dinan (Côtes-du-Nord), et mort le 12 octobre 2013 à Saint-Malo, est un professeur émérite d’histoire médiévale à l’université Rennes 2 Haute Bretagne. Il s'est consacré essentiellement à l'histoire des mentalités et à l'histoire religieuse de l'Occident médiéval.

## Universitaire
Sa thèse, préparée à l'université de Rennes 2 sous la direction d'André Chédeville et soutenue en 1982, a été publiée à Saint-Malo en deux volumes par le Centre régional archéologique d'Alet (CeRAA) sous le titre: Recherches sur l’hagiographie armoricaine du VIIe  au  XVe siècle, en 1985 et 1986.
Membre non-permanent du Centre de recherches historiques de l'Ouest (CeRHIO, UMR 6258 CNRS - université Rennes 2) et chercheur associé au Centre de recherche en archéologie, archéosciences, histoire (CREAAH, UMR 6566 CNRS), il est l’auteur de nombreuses publications sur l’hagiographie bretonne et l’histoire religieuse et culturelle  du Moyen Âge, ainsi que de plusieurs manuels universitaires.
Il fut membre du conseil d'administration du Centre international de recherche et de documentation sur le monachisme celtique (CIRDOMOC - Landévennec), qu'il a contribué à créer avec d'autres chercheurs. Il a participé à la publication de Britannia Monastica qui diffuse les travaux du centre.
Il fut par ailleurs membre du comité de lecture des Annales de Bretagne et des pays de l'Ouest et du comité de rédaction des Études celtiques, revues auxquelles il contribuait régulièrement, notamment par des comptes rendus d'ouvrages historiques.

## Publications

### Articles et ouvrages
- "L'Évolution d'un cliché hagiographique : Saint-Melaine, Saint-Mars et l'eulogie métamorphosée en serpent", in Annales de Bretagne et des pays de l'Ouest, tome 87-4, 1980, p. 589-605.
- "L'Espace et le Sacré dans les leçons de bréviaires de l'ouest armoricain consacrées aux saints bretons (15e-16e siècles", in Annales de Bretagne et des pays de l'Ouest, tome 90-2, 1983, p. 273-293.
- "Landévennec et le monachisme breton dans le haut moyen Âge", in Actes du colloque du 15e centenaire de l'abbaye de Landévennec, 25-26-27 avril 1985'
- "Cultures et formes de piété à Léhon à la fin du IXe siècle d'après la vie de Saint-Magloire" in:Dinan au Moyen Âge spécial Pays de Dinan, 1986.
- "Saint Guénolé et les monachismes insulaire et continental au Moyen Âge", in Annales de Bretagne et des pays de l'Ouest, tome 95-1, 1988, p. 15-40.
- "Travail, sanctification et production dans les vitae médiévales de saints bretons", in Mémoires de la Société d'histoire et d'archéologie de Bretagne, n° 65, 1988, p. 5-56
- "Lehon sur la Rance, naissance d'une grande Abbaye", in ArMen, n° 23, oct. 1989, p. 36-47.
- "Le Purgatoire de saint Patrick", in Britannia Monastica, tome I, 1990.
- "Les Cloches des saints celtiques", in ArMen, n° 35, mai 1991, p. 34-43.
- "Des "Fous volants" au XIIe siècle en Grande-Bretagne", in Kreiz, n° 3, 1994, p. 141-146.
- L'Apport des sources hagiographiques à l'Histoire de la Bretagne médiévale, in Chroniqueurs et historiens de la Bretagne, coll. « Histoire », Presses universitaires de Rennes-Institut culturel de Bretagne,  Rennes, 2001, p. 21-34.
- "Le Processus de réécriture dans l'hagiographie bretonne et sa signification", in Britannia Monastica, tome IX, 2005.
- "Saint Samson et saint Germain", in Britannia Monastica, tome XII, 2008 (Mélanges offerts à Gwenaël Le Duc sous le titre À travers les îles celtiques - A-dreuz an inizi keltiek - Per insulas scotticas).
- Les Vies de saints bretons durant le haut Moyen Âge, Rennes, Ouest-France Université, 1993.
- Le Sport au Moyen Âge, Didact-Histoire, Presses universitaires de Rennes, Rennes, 2002.
- La Vie religieuse en France au Moyen Âge, coll. Synthèses-Histoire, Ophrys, Gap-Paris, 2e éd. 2005.
- Les Saints bretons entre histoire et légendes. Le glaive à deux tranchants, coll. « Histoire », Presses universitaires de Rennes,  Rennes, 2008.
- La Bretagne des origines à nos jours, Rennes, éditions Ouest-France, 2009.
- Le Fait religieux : une approche de la chrétienté médiévale, Rennes, Presses universitaires de Rennes, 2009.
- Histoire illustrée de la Bretagne, illustrations de R. Seure-Le Bihan, Rennes,Edilarge, 2011.
- D'une Bretagne à l'autre. Les migrations bretonnes entre histoire et légendes, coll. « Histoire », Presses universitaires de Rennes,  Rennes, 2012.

### Ouvrages et articles collectifs
- Avec André Carrée, La vie latine de saint Lunaire. Textes, traduction, commentaires. in Britannia Monastica, tome II, 1991.
- Avec André Chédeville, Les sciences annexes en histoire du Moyen Âge, Rennes, Presses Universitaires Rennes, coll. Histoire, 1998, 231 p.
- Avec Catherine Laurent, Daniel Pichot, Monde de l'Ouest et villes du monde, regards sur les sociétés médiévales : mélanges en l'honneur d'André Chédeville, Rennes, Presses universitaires de Rennes, 1998, 696 p.
- Avec François Menant, Hervé Martin et Monique Chauvin, Les Capétiens, Histoire et dictionnaire 987-1328, ed. Robert Laffont, coll. Bouquins, 1999, 1312  p.
- Avec Patrick Mérienne, Atlas du Moyen Âge dans le monde, Rennes, ed Ouest France, 1999.
- Avec Jean-Pierre Arrignon et Cécile Treffort, Christianisme et chrétienté en Occident et en Orient, Ophrys, coll. Documents Histoire, 2000, 181 p.  (ISBN 2-70800-826-9)
- Avec Nicolas Wintz (Ill.), Et Brendan découvrit le paradis, Paris, Gallimard Jeunesse, coll. « Contes du Ciel et de la Terre », 1994, 40 p.
- Avec Nicolas Wintz (Ill.), When Brendan Discovered Paradise: A Tale from the Christian Tradition, ed. Moonlight Publishing Ltd, coll. Tales of Heaven & Earth, 32 p. (version anglaise du précédent).
- Avec Pierre-Roland Giot et Philippe Guigon, The British Settlement in Armorica, The first Bretons in Armorica, Tempus, Stroud, 2003.
- Avec Pierre-Roland Giot et Philippe Guigon, Les Premiers Bretons d’Armorique, coll. « Archéologie et culture », Presses universitaires de Rennes, Rennes, 2003  (ISBN 2-86847-788-7) (version française du précédent).
- Avec Patrick Mérienne, Le monde au Moyen Âge, Rennes, ed. Ouest-France, coll. Histoire, 2007.
- Avec J. Quaghebeur, Bretagne et Normandie au Moyen Âge, rivalités, malentendus, convergences, Rennes, coll. Histoire, Presses Universitaires Rennes, 2008.
- Direction avec Louis Lemoine, Corona Monastica : moines bretons de Landévennec : histoire et mémoire celtiques. Mélanges offerts au père Marc Simon, Rennes, Presses universitaires de Rennes, 2004, 384 p.  (ISBN 2-7535-0028-2)
- B. Merdrignac, L. Plouchart, 2008, « La fondation des évêchés bretons : questions de l’histoire religieuse à la géographie sociale » P. 143 à 163, In F. Mazel (Dir.), L’espace du diocèse, Ed. PUR, Coll. Histoire, 434 pages.
- Bernard Merdrignac, Daniel Pichot, Louisa Plouchart, Georges Provost, 2013, « La paroisse communauté et territoire, constitution et recomposition du maillage paroissial »,  Rennes, Ed. PUR, Coll. Histoire, 541 p.